# 帕维尔·斯尔尼切克
帕维尔·斯尔尼切克（捷克語：Pavel Srníček，1968年3月10日—2015年12月29日），捷克男子足球运动员，司职守门员。他曾代表捷克国家队参加1996年和2000年欧洲足球锦标赛，其中1996年欧锦赛获得亚军。